# Tash

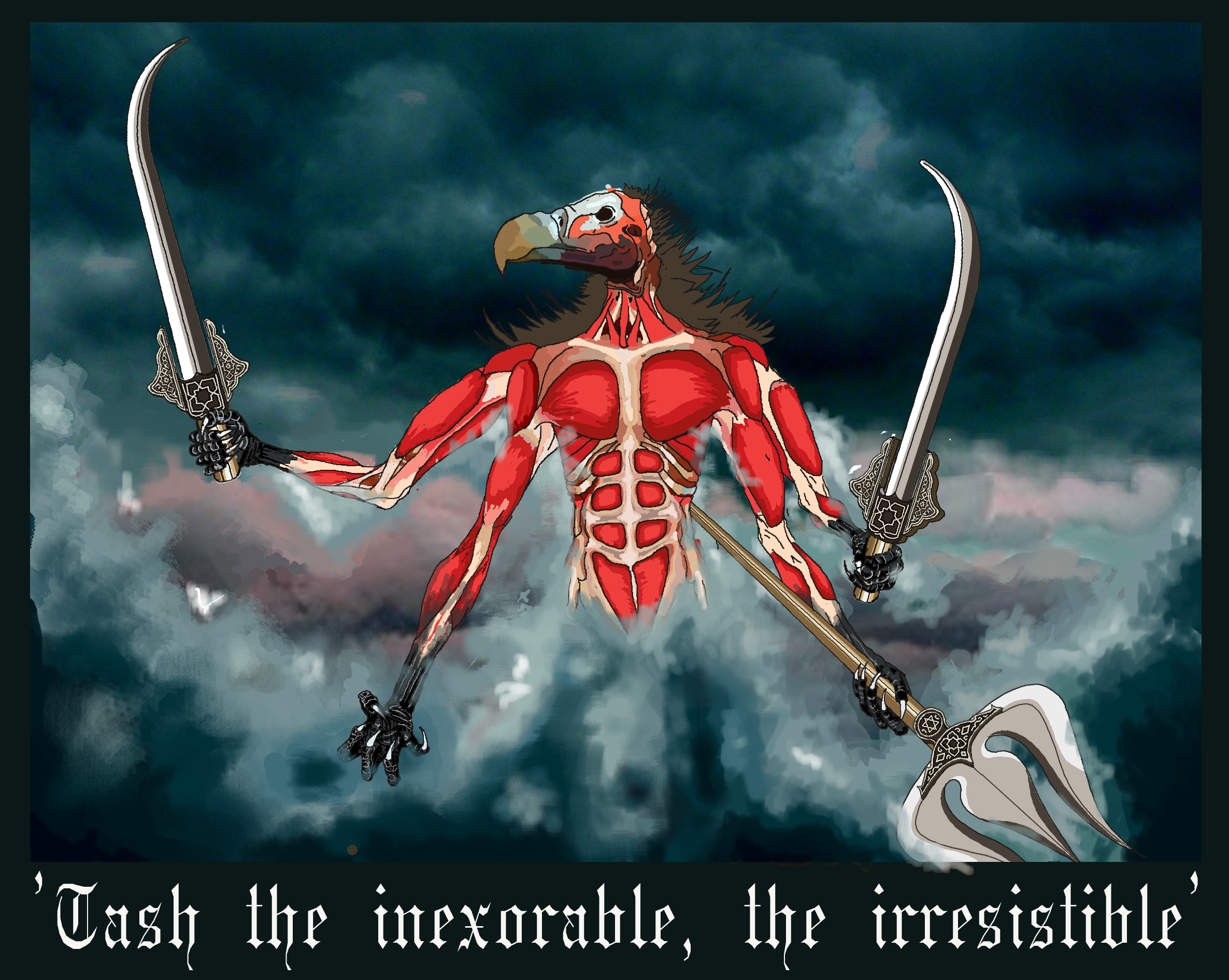
Imágen de Tash el inexorable, el irresistible

En Las Crónicas de Narnia, Tash es un demonio y el dios venerado en Calormen.
Es un ser malvado y totalmente opuesto al león Aslan, con cabeza de buitre y cuatro brazos, y es mucho más grande que un hombre. Los calormenos siempre actúan en su nombre, y aparece en su forma real únicamente en el séptimo libro de Las Crónicas de Narnia de C.S. Lewis, La última batalla. En él, los calormenos, después de ver como su dios despedazaba dentro de un establo a un mono y dos soldados, no deseaban conocerlo.

## Síntesis biográfica

### EnEl caballo y su muchacho
En El caballo y su muchacho, al explorar la sociedad de Calormen con cierta profundidad, el nombre de Tash se utiliza con frecuencia en juramentos y exclamaciones. (Otros dos dioses Calormenos son mencionados, Azaroth y Zardeenah, Dama de la Noche y doncellas, pero solo brevemente) Sin embargo, Tash no aparece en ese libro, lo que si aparece es una estatua en honor a Tash (idéntico a él). Cerca del final, el principal antagonista del Príncipe Rabadash, frustrado de la derrota, intenta hacer un llamamiento a Tash para vengarse de los Narnianos y de Aslan - Pero esto se traduce en nada más que la burla y la piedad de sus captores, porque Aslan, después de advertir reiteradamente a Rabadash que se arrepienta de su ira, Rabadash se convierte en un burro. Aslan le dice que su transformación se romperá cuando visite el templo de Tash en Tashbaan, pero no es de forma explícita si esto se debe al poder de Tash o la voluntad de Aslan.

### EnLa Última Batalla
El culto de Tash persiste en la última batalla, el último libro de la Saga, este es el único libro en el que aparece realmente, aparece como un maléfico ser real. Él se considera más o menos humanoide, pero mucho más grande que un hombre, con cuatro brazos y la cabeza de un buitre. Su presencia trae el frío y repugnante hedor de la muerte. Las ilustraciones de Pauline Baynes mejoran su macabra aparición. Se dice que los Calormenos hacían sacrificios humanos para él. Los Narnianos lo describen como un dios o un demonio. 
Sin embargo, se reveló que muchos de los invasores Calormenos realmente no creen en Tash. Junto con el simio Truco, Jengibre el gato y otros Narnianos traidores, inventan la historia de que Aslan y Tash son la misma persona, también conocido como Tashlan. Muchos (pero no todos) los Narnianos ven que esto es ridículo, sabiendo que Aslan y Tash son todo lo contrario, pero son incapaces de contradecir a los soldados Calormenos. Ellos decían que Tashlan se encontraba dentro de un establo y lanzaban a los no creyentes dentro de ella (los Calormenos sabían que dentro no estaba Tashlan sino soldados que mataban a todo quien entre). Pero un soldado Calormeno, Emeth, es tan devoto que él insiste en que va a satisfacer a Tash, y al entrar aparece en el País de Aslan (después de haber muerto a manos de los soldados, pensaba que en realidad Tashlan lo mató). El gato Jengibre entra dentro del establo, y sale lleno de pánico y pierde la voz. Cuando se lanza Truco, Tash aparece realmente y se lo devora. Por último, una batalla se libra entre los Narnianos fieles contra los Calormenos y los Narnianos no fieles.
Emeth, que espera que Tash ataque a los incrédulos con el fuego celestial, va en busca de Tash en el País de Aslan, sino que encuentra a Aslan. Aslan le dice a Emeth "Todas las suplicas con un fin bueno(salvar a Alguien, etc) que alguien haya pedido a Tash fueron concebidas por mi y las suplicas con un fin malo(herir a alguien, venganza) que hayan sido pedidas a mi en realidad serán concebidas por Tash" y Emeth encuentra gran felicidad en esta revelación.

## Representación en el cristianismo
Se sugiere en el libro que Tash se opone a Aslan, por implicación, él es Satanás a Aslan del Cristo-como representación. Esto queda ilustrado por las reacciones de los personajes principales de su presencia: hablan de una falta de aire y el olor del aire cada vez más frío cuando pasa cerca de ellos. Existe un vínculo común entre Tash y los diversos paganos dioses que se veneraban en los tiempos bíblicos, como Baal, Moloch, Nisroch, y otros. "Tash" y "Aslan" son, respectivamente, 'piedra' y 'león' en turco.
Cabe señalar que los Calormenos que han hecho el bien en el nombre de Tash son recompensados después de su muerte por Aslan; y los Narnianos que hacen el mal en nombre de Aslan se cuentan como si hubieran hecho mal en el nombre de Tash. Esto es la creencia de la idea de que se veneraban y la honestidad con la que se venera son más importantes que el nombre por el que se ha hecho referencia. Esto se pone de manifiesto en la última batalla, donde un soldado honesto calormeno entra "El País de Aslan". De hecho, la ciudad capital de Calormen, Tashbaan tiene una existencia en el País Aslan, al igual que el resto de ciudades.
- Datos: Q2714871